# Bolesławice Świdnickie
Bolesławice Świdnickie – przystanek kolejowy w Bolesławicach, w województwie dolnośląskim, w Polsce. Znajduje się na linii 137 Katowice - Legnica.

## Ruch pasażerski
| Rok  | Wymiana pasażerska na dobę |
| ---- | -------------------------- |
| 2017 | 20-49                      |
| 2022 | 20-49                      |

Od 13 grudnia 2020 przystanek na żądanie

## Połączenia[5]
- Dzierżoniów Śląski
- Kłodzko Główne
- Kłodzko Miasto
- Legnica